# Хеллер, Бруно
Бруно Хеллер (англ. Bruno Heller; род. 1960) — английский сценарист, продюсер и режиссёр. Он известен как создатель телесериала канала HBO «Рим» и телесериала канала CBS «Менталист». Также он продюсировал телесериал «Готэм», основанный на франшизе о Бэтмене для FOX.

## Ранняя жизнь и семья
Отец Хеллера, Лукас, был немецко-еврейским эмигрантом и сценаристом («Тише, тише, милая Шарлотта», «Что случилось с Бэби Джейн?»). Его мать, Кэролайн (дев. Картер), была английским квакером и сыграла важную роль в поддержании «Кампании Спасти лондонский транспорт» Лейбористской партии. У него есть два брата и сестра, Зои, обозреватель и писательница, которая опубликовала три романа, включая «Скандальный дневник».
Хеллер окончил Университет Сассекса в Брайтоне.

## Карьера
Он был членом профсоюза звукорежиссёров, работая в Англии в 1980-х, когда постановки фильмов были стойко иерархическими[что?]. Работая в качестве звукорежиссёра над серией фильмов о небезызвестной забастовке шахтёров в Англии, Хеллер встретил знаменитого португальского режиссёра Эдуарду Гуэдеш. Двое объединились в том, что станет первой сценарной работой Хеллера, фильмом 1994 года «Pax», с Амандой Пламмер в главной роли («рax» — это аббревиатура португальской эпитафии на надгробиях).
Он уехал из Англии в Нью-Йорк, где он встретился со своей женой, Мирандой, на дискотеке. После пяти лет в городе, Хеллер переехал в Лос-Анджелес, где он работал над различными телевизионными драмами, включая два проекта для USA Network: «Прикосновение зла» и «Охотница». Но его прорыв пришёл с «Римом», где он является сосоздателем. После отмены этого сериала из-за его высокой стоимости, Хеллер создал «Менталист». В сентябре 2012 года сообщалось, что Хеллер продал юридическую драму «Адвокаты» каналу CBS, где он был сценаристом и исполнительным продюсером, но проект в конечном счёте прекратил существование в мае 2013 года. В настоящее время он является создателем и сценаристом телесериала, основанный на персонаже Джеймсе Гордоне, под названием «Готэм» для Fox Broadcasting Company.

### «Рим»
Он, вероятно, наиболее известен своей работой над телесериалом «Рим», спродюсированный HBO и BBC, который Хеллер создал вместе с Джоном Милиусом и Уильямом Дж. Макдональдом. Вдобавок к созданию сериала, Хеллер также был исполнительным продюсером и главным сценаристом, сочинив в общей сложности 11 эпизодов, включая пилотный эпизод и финальный эпизод.
Сериал в первую очередь повествует о жизнях и деяниях богатых, мощных и «исторически значимых», но также и фокусируется на жизнях, судьбах, семьях и знакомстве двух обычных людей: Луция Ворена и Тита Пуллона, двух римских солдат, упомянутых в «Записках о Галльской войне» Цезаря. Выдуманным Ворену и Пуллону удаётся стать свидетелями и часто влиять на многие исторические события, представленные в сериале.

#### Эпизоды «Рима», написанные Хеллером
Сезон 1
- «Украденный орёл» / Stolen Eagle (пилот)
- «Как Тит Пуллон разрушил республику» / How Titus Pullo Brought Down the Republic
- «Сова в терновнике» / An Owl in a Thornbush
- «Кража у Сатурна» / Stealing from Sturn
- «Таран коснулся стены» / The Ram has Touched the Wall
- «Эгерия» / Egeria (с Джоном Милиусом)
- «Останки» / The Spoils
- «Мартовские иды» / Kalends of February (финал сезона)

Сезон 2
- «Пасха» / Passover
- «Сын Аида» / Son of Hades
- «Что касается твоего отца...» / De Patre Vostro (About Your Father)

### «Менталист»
В 2008 году Хеллер создал хит канала CBS, телесериал «Менталист», с производственной компанией Primrose Hill Productions, совместно с Warner Bros. Television. 7 января 2009 года, шоу победило в номинации «Любимая новая ТВ драма» на 35-й церемонии People’s Choice Award и с тех пор звезда сериала, Саймон Бейкер, получил несколько номинаций за его изображение главного персонажа, Патрика Джейна. Хеллер выступал в качестве шоураннера сериала с первого сезона по шестой. В седьмом сезоне он покинул шоу, чтобы сосредоточиться на своём новом проекте, телесериале «Готэм».
В центре сюжета — Патрик Джейн, независимый консультант Калифорнийского бюро расследования (CBI), базирующегося в Сакраменто, Калифорнии. У него есть замечательный послужной список для раскрытия серьёзных преступлений с использованием своих удивительных навыков наблюдения. Джейн также часто использует свои способности менталиста и своё прошлое медиума, в котором он применял паранормальные способности, которые теперь признаёт симулированными. Он бросил своё притворство из угрызений совести, когда его поведение привлекло внимание серийного убийцы по имени Кровавый Джон, который убил его жену и дочь.

#### Эпизоды «Менталиста», написанные Хеллером
Сезон 1
- «Пилот» / Pilot
- «Рыжие волосы и серебристая лента» / Red Hair and Silver Tape
- «Друзья Кровавого Джона» / Red John’s Friends
- «Корпорация Карнелиан» / Carnelian, Inc.
- «По следам Кровавого Джона» / Red John’s Footsteps (финал сезона)

Сезон 2
- «Искупление» / Redemption
- «Чёрное золото и красная кровь» / Black Gold and Red Blood
- «Красный код» / Code Red
- «Кровавый рассвет» / Red Sky in the Morning (финал сезона)

Сезон 3
- «Красное небо ночью» / Red Sky at Night
- «Красная луна» / Red Moon
- «Клубника со сливками. Часть 2» / Strawberries and Cream (Part 2) (финал сезона)

Сезон 4
- «Алые ленты» / Scarlet Ribbons
- «Дешёвое Бургундское» / Cheap Burgundy (сценарист/режиссёр)
- «Багряная шляпа» / The Crimson Hat (финал сезона)

Сезон 5
- «Багряный билет» / The Crimson Ticket
- «Правила Кровавого Джона» / Red John’s Rules (финал сезона)

Сезон 6
- «Роза пустыни» / The Desert Rose
- «Кровавый Джон» / Red John
- «Синяя птица» / Blue Bird (финал сезона)

Сезон 7
- «Белые орхидеи» / White Orchids (финал сезона) с Томом Зенгиорги и Джорданом Харпером

### «Готэм»
В 2013 году, Fox выиграло торговую войну за пилот про Готэм, написанный Хеллером.
Как изначально задумывалось, сериал служит простой историей о ранних днях Гордона в силах полиции Готэма. Шоу не только включает персонаж Брюса Уэйна, но также и рассказывает истории происхождения нескольких врагов Бэтмена, включая Пингвина, Загадочника, Женщину-кошку, Двуликого, Ядовитого плюща и Пугало. Первый сезон будет состоять из 22 эпизодов, после его расширения из шестнадцати.
Премьера шоу состоялась 22 сентября 2014 года.

#### Эпизоды «Готэма», написанные Хеллером
Сезон 1
- «Пилот» / Pilot
- «Селина Кайл» / Selina Kyle
- «Зонт Пингвина» / Penguin’s Umbrella
- «Слепой провидец» / The Blind Fortune Teller
- «Все счастливые семьи похожи друг на друга» / All Happy Families Are Alike (финал сезона)

Сезон 2
- «Будь ты проклят, если сделаешь это» / Damned If You Do…
- «Хуже, чем преступление» / Worse Than a Crime

## Личная жизнь
В 1993 году, он женился на Миранде Филлипс Коули, старшем вице-президенте HBO; у пары есть двое детей.